# Marcos Ruiz i Velasco
Marcos Ruiz Velasco (Molins de Rei, 13 d'octubre de 1996) és un esportista català del Club Halterofilia Molins de Rei, que competeix com aixecador a halterofília, on ha arribat a ser olímpic.

## Trajectòria
Ruiz aconsegueix importants èxits en categories júnior com un bronze al Campionat d'Europa júnior al 2015 i al 2016 plata al Campionat del Món en arrancada i triple campió d'Europa júnior.
Participa als Jocs Olímpics d'estiu de Tòquio 2020, disputats l'any 2021, ocupant el vuité lloc a la categoria de +109 kg, aconseguint així el diploma olímpic.
L'any 2022 aconsegueix una plata històrica al Campionat del Món celebrat a Colòmbia, a la categoria de 102 kg, el qual ha estat el millor resultat estatal aconseguit mai per un esportista d'aquesta disciplina. Aquell mateix any també guanyà la medalla de bronze al Campionat Europeu d'Halterofiíia, a la categoria de 102 kg, així com la medalla d'or en arrancada i de plata en dos temps de la categoria 102 kg als Jocs del Mediterrani celebrats a Orà.